# 2006 LM1
2006 LM1, também escrito como 2006 LM1, é um corpo menor que é classificado como um damocloide. O mesmo possui uma magnitude absoluta de 21,3 e tem um diâmetro com cerca de 5 km.

## Descoberta
2006 LM1 foi descoberto no dia 3 de junho de 2006 pelo Mt. Lemmon Survey.

## Órbita
A órbita de 2006 LM1 tem uma excentricidade de 0,900 e possui um semieixo maior de 37,184 UA. O seu periélio leva o mesmo a uma distância de 3,711 UA em relação ao Sol e seu afélio a 70,656 UA.